# Swisscows
Swisscows est un moteur de recherche suisse lancé en juin 2014 et développé par la société Hulbee AG basée à Egnach qui ne garde pas la trace des recherches effectuées sur son site.
Swisscows s'appuie Microsoft Bing. En 2025, il mentionne (dans sa FAQ) employer aussi Brave search.

## Présentation
Swisscows se veut une alternative aux grands moteurs de recherche – notamment Google – tant par son éthique que par sa performance technologique. Le service s'inscrit dans la tendance des moteurs sémantiques basés sur  la reconnaissance des informations et qui apportent des réponses selon le contexte. Par ailleurs, Swisscows garantit aux personnes utilisatrices que leurs données ne seront pas récupérées et que la totalité de ses serveurs se situent en Suisse. Dans ses conditions générales, le site souligne qu’il ne sauvegarde ni adresse IP, ni cookies, ni requête des recherches.
Le moteur ne donne pas de résultats de recherche vers des sites pornographiques et des vidéos violentes.
En juin 2014, le site reçoit 400 000 visites mensuelles, en mai 2015, le chiffre passe à 4,8 millions de recherches mensuelles. Un an plus tard, le site a 10 millions de recherches mensuelles.

## Prix et distinction
2016. Prix de l'innovation « Best of 2016 » de l'initiative Mittelstand.